# Romitorio di San Pietro

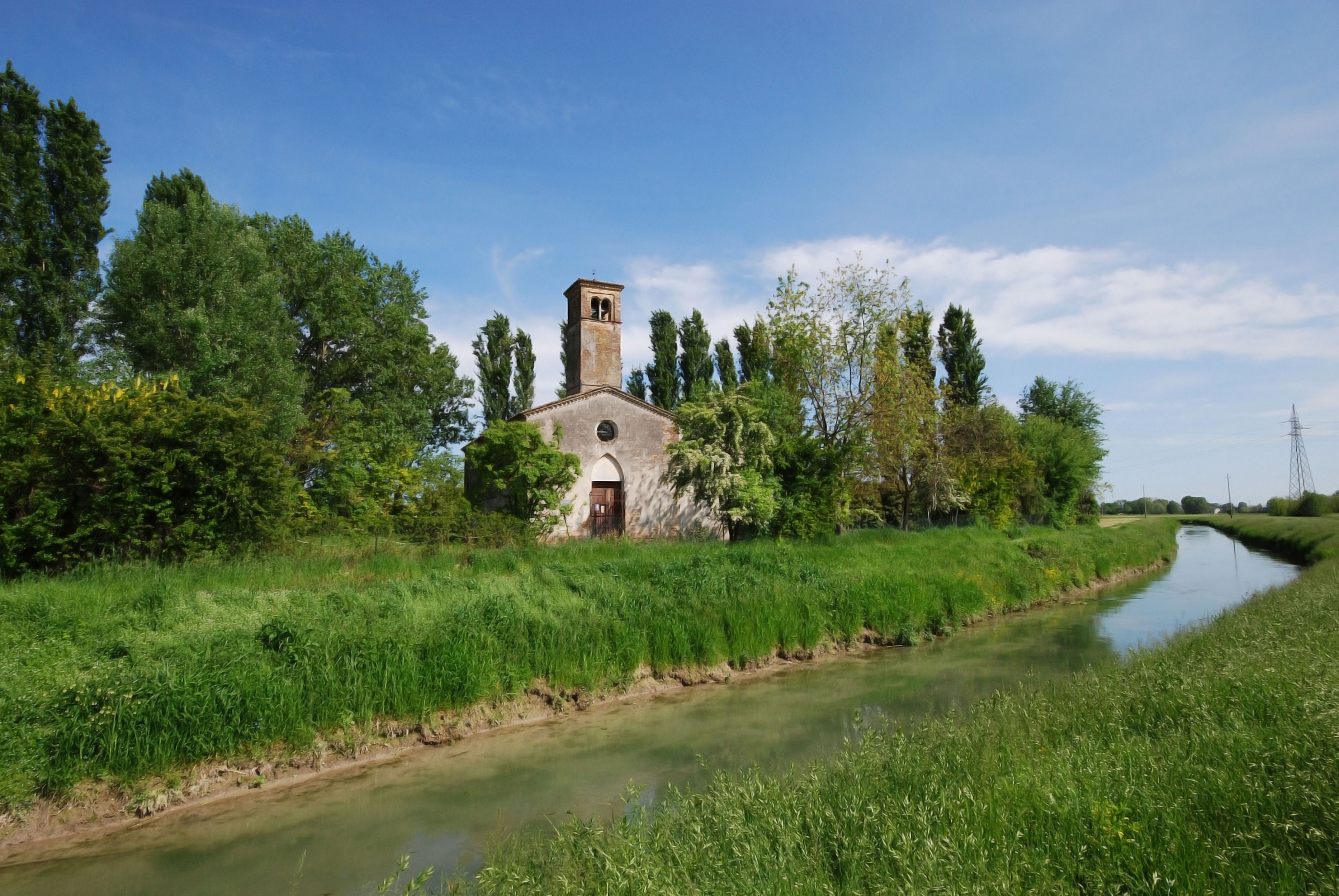
Romitorio di San Pietro e torrente Tartaro

Il Romitorio di San Pietro si trova alla periferia di Redondesco ed è un edificio religioso costruito nell'XI secolo. Posizionato in un luogo isolato sorge sulle rive del torrente Tartaro.

## Storia e descrizione
L'esistenza della chiesa detta Romitorio di San Pietro è documentata già agli inizi del Duecento, nel Liber Potheris: ecclesia Sancti Petri. Nel documento è precisato che la chiesa è a sud delle Bologne, frazione di Redondesco.
Secondo l'analisi di Ragazzi, essa, posta in un luogo solitario e silenzioso, circondato da un piccolo fiume, ove in antico sorgeva una fitta boscaglia, è una costruzione che risale intorno al 1000. Per molti secoli, stando al nome di “romitorio”, sarebbe stata sede di eremiti, che vi conducevano una vita contemplativa.
L'unica navata di questa chiesa risalta per la sua forma in puro stile romanico, senza alcuna colonna o capitello, con il soffitto nudo dalle robuste capriate scoperte, e il campanile pure in stile romanico, che sale leggermente a tromba, con quattro bifore a tutto sesto. L'arco del portale, di forma ogivale, testimonia però un rifacimento tre-quattrocentesco; anche sulle pareti interne sono ancora visibili affreschi quattrocenteschi, come della stessa epoca è l'altare. In data di oggi Natale 2022 da alcuni anni il Romitorio di San Pietro nel comune di Redondesco a ridosso del torrente Tartaro è costudito e abitato in solitudine e spiritualità da don Paolo Gozzi.